# 2020
Il 2020 (MMXX in numeri romani) è un anno bisestile del XXI secolo.

## Eventi

### Gennaio

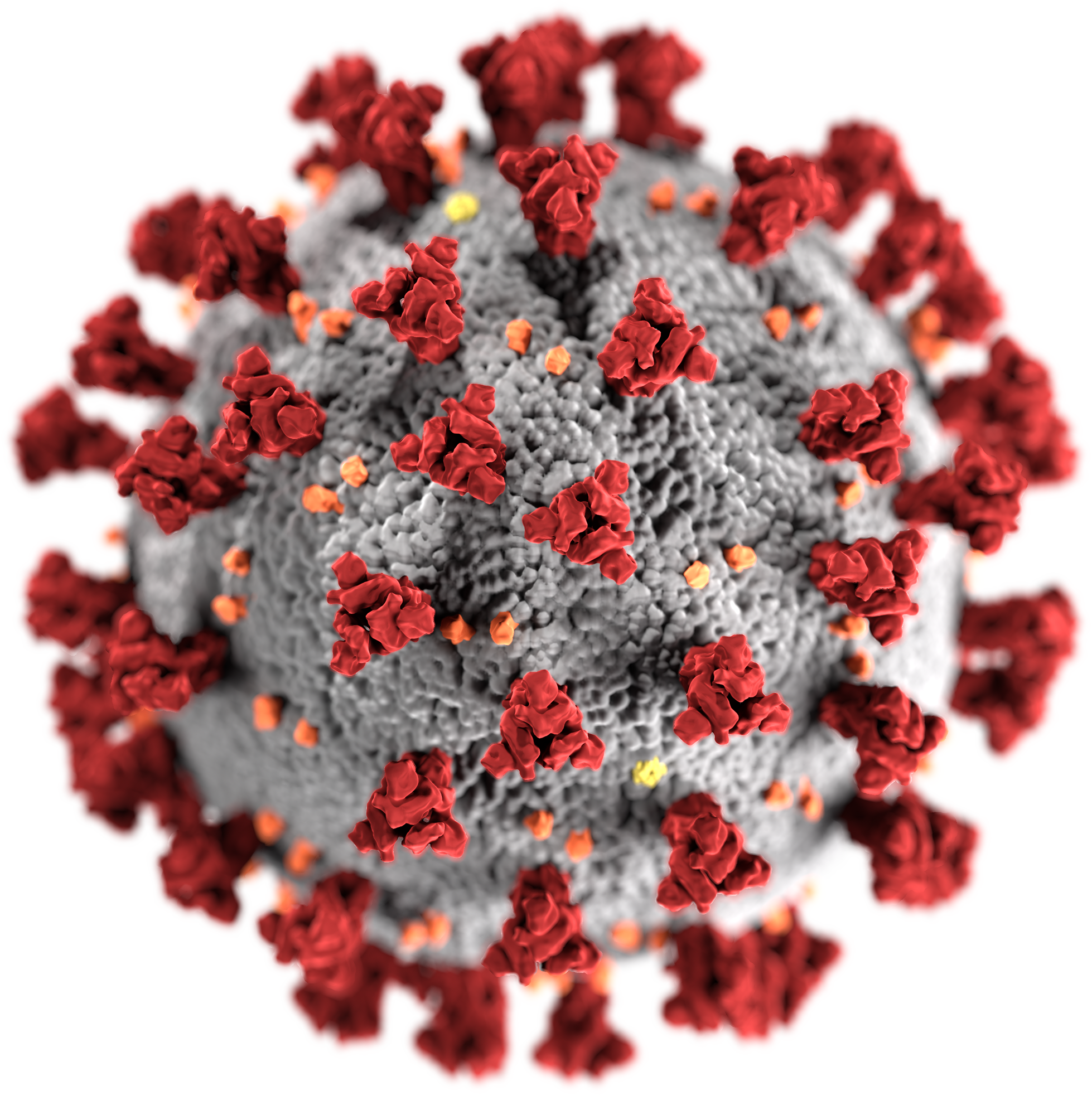
Rappresentazione grafica del coronavirus SARS-CoV-2

- Gli incendi in Australia del 2019-2020, che hanno già ucciso 500 milioni di animali, vengono controllati e parzialmente domati dalla Royal Australian Navy e dalla Royal Australian Air Force nel Nuovo Galles del Sud, per aiutare l'evacuazione di massa.
- 1º gennaio: la Croazia assume la presidenza di turno dell'Unione Europea per la prima volta.[1]
- 5 gennaio: l'ex primo ministro Zoran Milanović vince le elezioni presidenziali in Croazia del 2019-2020.
- 8 gennaio: l'Iran lancia missili contro basi militari statunitensi in Iraq, in rappresaglia all'uccisione di Qasem Soleimani avvenuta il 3 gennaio all'aeroporto internazionale di Baghdad: due basi militari statunitensi situate in Iraq vengono danneggiate; viene anche abbattuto per errore l'Ukraine International Airlines 752, uccidendo 176 persone.
- 11 gennaio: elezioni generali a Taiwan.
- 12 gennaio: il vulcano filippino Taal erutta nella popolosa città capitale delle Filippine Manila.
- 23 gennaio: il governo cinese, a causa di una pandemia di un nuovo ceppo di coronavirus, mette in quarantena la metropoli di Wuhan, espandendo successivamente il provvedimento a quasi tutta la provincia dell'Hubei. Si tratta della più grande quarantena mai disposta nella storia umana per estensione e numero di persone coinvolte.
- 24 gennaio: in Turchia, nella provincia di Elâzığ, ha luogo un terremoto di magnitudo 6,7, che uccide 41 persone e ne ferisce 1 607.
- 26 gennaio: elezioni parlamentari in Perù.[2]
- 30 gennaio: l'Organizzazione mondiale della sanità dichiara l'epidemia del nuovo coronavirus "emergenza sanitaria pubblica di interesse internazionale".
- 31 gennaio: alle ore 24:00 CET (ore 23:00 GMT) il Regno Unito cessa ufficialmente di essere uno Stato membro dell'Unione europea, iniziando così un periodo di transizione lungo 11 mesi.

### Febbraio
- 5 febbraio: il presidente statunitense Donald Trump viene assolto dal Senato dall'impeachment a suo carico.
- 8 febbraio: elezioni generali in Irlanda.
- 27 febbraio: il Dow Jones precipita di 1 190,95 punti, pari a una perdita del 4,4%, registrando il suo più grande tracollo in un solo giorno nella storia. A ciò seguono diversi giorni di crisi, segnando la peggior settimana per l'indice dalla crisi del 2008.
- 29 febbraio: viene firmata una storica tregua tra truppe americane, afghane e talebani.

### Marzo
- 2 marzo:
  - elezioni parlamentari in Guyana;
  - elezioni parlamentari in Israele.
- 11 marzo: l'Organizzazione mondiale della sanità (OMS) dichiara che l'epidemia di COVID-19 si è evoluta in una pandemia.[3]
- 22 marzo: un terremoto di magnitudo 5,3 colpisce Zagabria, in Croazia.
- 27 marzo: la Macedonia del Nord entra nella NATO, diventandone il 30° membro.

### Aprile
- 15 aprile: elezioni parlamentari in Corea del Sud.
- 30 aprile: la Bulgaria fa domanda per entrare nel meccanismo di cambio AEC II, gettando le basi per l'entrata nell'euro.

### Maggio
- 3-4 maggio: dissidenti venezuelani cercano di infiltrarsi nel paese via mare, senza successo, per tentare un colpo di stato contro Nicolás Maduro.
- 6 maggio: gli astronomi annunciano la scoperta, grazie al telescopio MPG/ESO, del primo buco nero situato in un sistema stellare visibile a occhio nudo: HD 167128.
- 20 maggio: elezioni generali in Burundi.
- 25 maggio: in seguito all'uccisione dell'afroamericano George Floyd da parte di un poliziotto a Minneapolis, negli Stati Uniti d'America scoppiano numerose proteste nelle principali città.
- 26 maggio:
  - la Costa Rica diventa il primo paese centroamericano a legalizzare il matrimonio tra persone dello stesso sesso.
  - 20 000 tonnellate di petrolio vengono sversate nel fiume Ambarnaya, vicino alla città siberiana di Norilsk. Il 3 giugno il Presidente Russo Vladimir Putin dichiara lo stato di emergenza.[4][5]
- 30 maggio: la navetta spaziale Crew Dragon, realizzata da SpaceX in collaborazione con la NASA, viene lanciata diventando la prima navicella americana con equipaggio a raggiungere la Stazione spaziale internazionale dopo la cancellazione del programma Space Shuttle, e la prima realizzata da una compagnia privata ad avere un equipaggio.

### Giugno
- 4 giugno: il governo di accordo nazionale della Libia assume il pieno controllo della capitale Tripoli, in seguito alla ritirata dell'esercito nazionale libico dopo mesi di combattimenti.[6]
- 15 giugno: la Turchia e l'Iran attaccano con aerei e artiglieria le forze del Kurdistan; in seguito la prima delle due nazioni occupa parte della regione.[7]
- 21 giugno: elezioni parlamentari in Serbia.
- 23 giugno: un terremoto di magnitudo 7,5 colpisce la costa dell'Oaxaca, in Messico, causando la morte di 10 persone.[8]
- 28 giugno: elezioni presidenziali in Polonia.

### Luglio

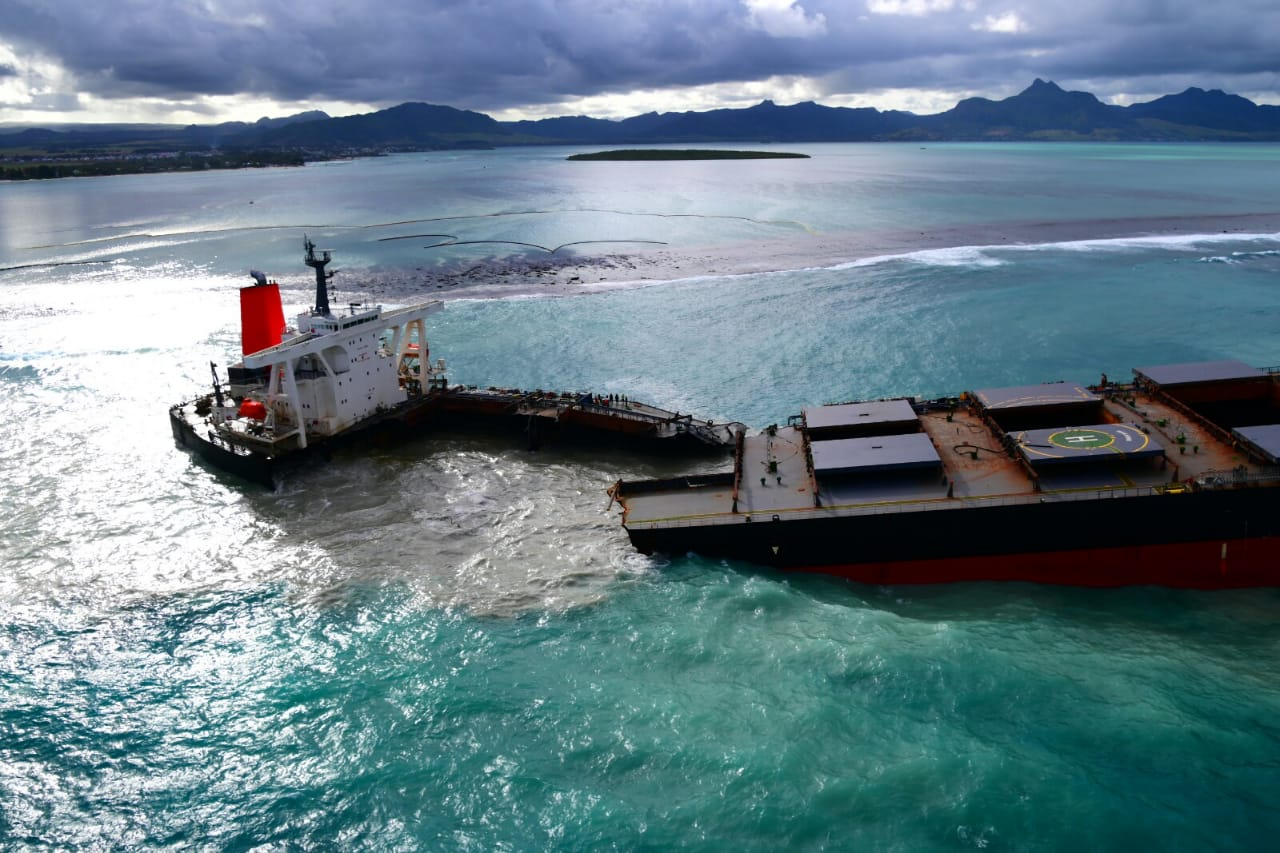
La Wakashio incagliata

- 1º luglio: la Germania assume la presidenza di turno dell'Unione Europea per la quarta volta.
- 5 luglio: elezioni parlamentari in Croazia.
- 19 luglio: un'inondazione del fiume Brahmaputra uccide 189 persone e lascia quattro milioni di persone senzatetto in India e Nepal.
- 25 luglio: la petroliera giapponese Wakashio si incaglia nella barriera corallina a sud-est dell'isola di Mauritius: il 6 agosto il suo scafo cede, riversando per due settimane in mare le 3 800 tonnellate di petrolio ivi contenute.[9]
- 30 luglio: la NASA dà inizio alla missione Mars 2020 per cercare primordiali segni di vita sul pianeta rosso; la missione include anche esperimenti per preparare future missioni con equipaggio.

### Agosto
- 4 agosto: due fortissime esplosioni devastano il porto della capitale libanese Beirut, provocando il crollo di alcuni edifici e causando oltre 200 decessi e 7 000 feriti; inoltre, il Ministero della Salute esorta gli abitanti a lasciare la città a causa dell'aria altamente tossica.[10][11][12][13]
- 9 agosto: in Bielorussia si tengono le elezioni presidenziali, nelle quali viene rieletto per la sesta volta il Presidente uscente, in carica dal 1994, Aleksandr Lukašenko. Le opposizioni sostengono che sono state oggetto di pesanti brogli, dando inizio a una serie di proteste denominata "rivoluzione delle ciabatte".
- 13 agosto: vengono firmati gli "Accordi di Abramo" tra Israele, Emirati Arabi Uniti e Stati Uniti.
- 18 agosto: in Mali ha luogo un colpo di Stato; il Presidente Ibrahim Boubacar Keïta e il Primo Ministro Boubou Cissé vengono arrestati, mentre il parlamento viene sciolto[14].

### Settembre

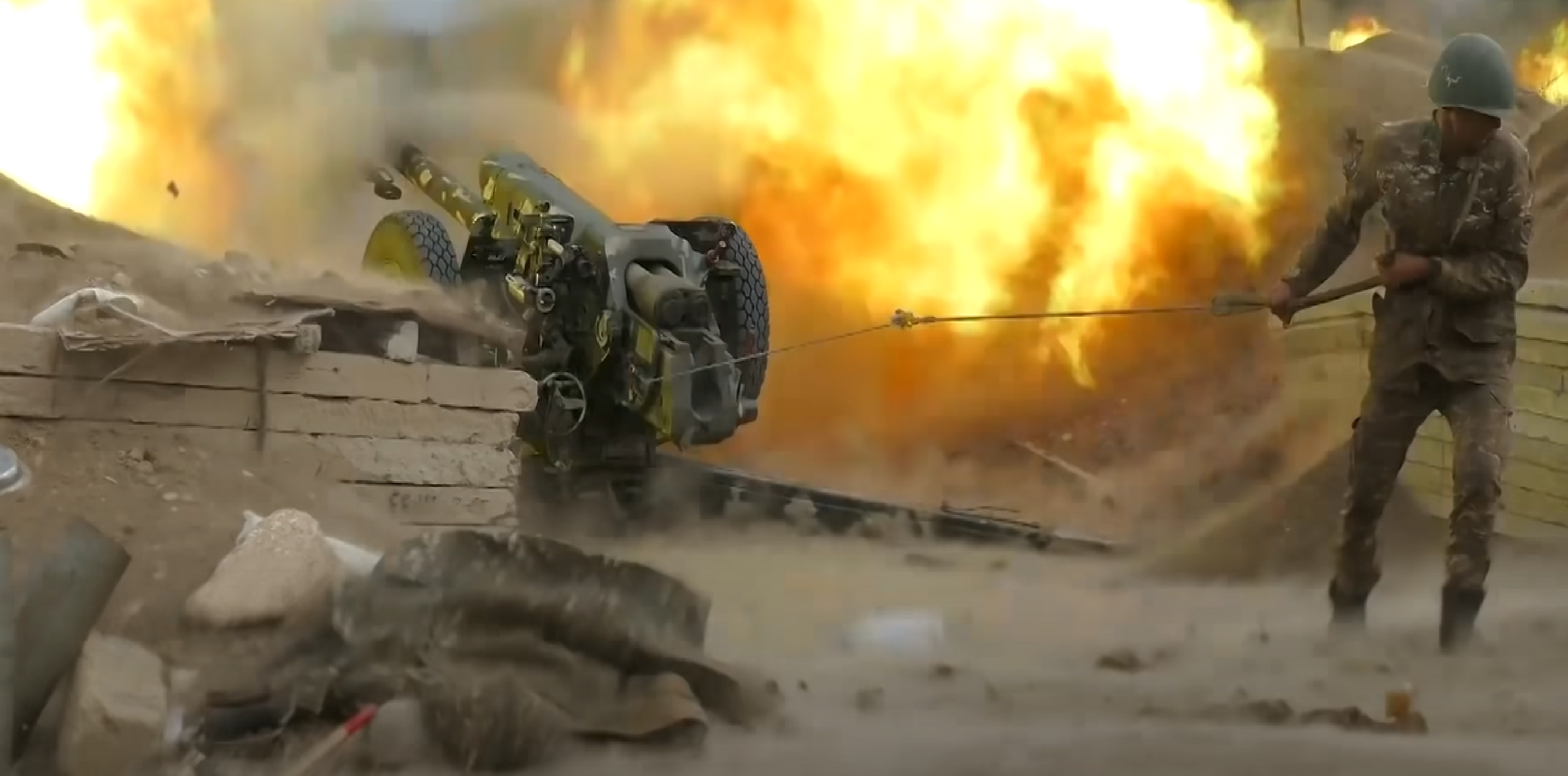
Attacco dell'esercito di difesa dell'Artsakh contro posizioni azere

- 27 settembre: nella regione del Nagorno Karabakh scoppiano degli scontri tra le forze armate armene e quelle azere. Armenia, Azerbaigian e l'autoproclamata Repubblica dell'Artsakh introducono la legge marziale.

### Ottobre
- 17 ottobre: Jacinda Ardern vince le elezioni generali in Nuova Zelanda.[15]

### Novembre
- 1º novembre: Maia Sandu vince le elezioni presidenziali nella Moldavia.[16]
- 3 novembre: Joe Biden vince le elezioni presidenziali negli Stati Uniti d'America.[17]
- 4 novembre: nella regione dei Tigrè, in Etiopia settentrionale, ha inizio una crisi tra il Fronte Popolare di Liberazione del Tigrè e il Governo Federale Etiope che sfocerà in una guerra civile.[18]
- 15 novembre: viene firmato il Partenariato Economico Globale Regionale, un accordo di libero scambio per l'Asia Pacifica.

### Dicembre
- 6 dicembre: elezioni parlamentari in Romania.
- 24 dicembre: pochi giorni prima della scadenza del periodo di transizione dovuto alla Brexit viene raggiunto un accordo di libero scambio tra il Regno Unito e l'Unione europea[19][20][21].
- 29 dicembre: un terremoto di magnitudo 6,2 colpisce Petrinja, in Croazia, causando la morte di sette persone.[22]

## Nati
- 19 marzo - Jigme Ugyen Wangchuck, principe bhutanese
- 10 maggio - Carlo di Lussemburgo, principe lussemburghese

## Morti
Ci sono circa 2 760 voci su persone morte nel 2020; vedi la pagina Morti nel 2020 per un elenco descrittivo o la categoria Morti nel 2020 per un indice alfabetico.

## Musica
- 18 marzo: L'Unione europea di radiodiffusione annuncia la cancellazione del 65ª Eurovision Song Contest a Rotterdam, nei Paesi Bassi a causa della Pandemia di COVID-19.
- 29 novembre: Si tiene a Varsavia, in Polonia, il Junior Eurovision Song Contest 2020 vinto per la prima volta dalla Francia rappresentata da Valentina Tronel.

## Sport
Molteplici eventi sportivi previsti per quest'anno sono stati cancellati o posticipati negli anni a seguire a causa della pandemia di COVID-19.
- Dal 9 gennaio al 22 gennaio: III Giochi olimpici giovanili invernali a Losanna.
- 17 marzo: l'UEFA annuncia che a causa della pandemia di COVID-19 gli Europei si disputeranno nel 2021.
- 24 marzo: il CIO annuncia che a causa della pandemia di COVID-19 i giochi olimpici di Tokyo si disputeranno nel 2021.
- 23 aprile: la European Athletic Association annuncia la cancellazione dei campionati europei di atletica leggera a causa della pandemia di COVID-19[23].
- 21 agosto: a Colonia il Siviglia vince la UEFA Europa League per la sesta volta superando per 3-2 l'Inter in finale.
- 23 agosto: a Lisbona il Bayern Monaco diventa campione d'Europa di calcio per la sesta volta battendo 1-0 il Paris Saint-Germain.
- 15 novembre: Lewis Hamilton si aggiudica il Gran Premio di Turchia, vincendo il campionato mondiale di Formula 1 per la settima volta, la quarta consecutiva.

## Calendario
| Calendario 2020 | Calendario 2020 | Calendario 2020 | Calendario 2020 | Calendario 2020 | Calendario 2020 | Calendario 2020 | Calendario 2020 | Calendario 2020 | Calendario 2020 | Calendario 2020 | Calendario 2020 | Calendario 2020 | Calendario 2020 | Calendario 2020 | Calendario 2020 | Calendario 2020 | Calendario 2020 | Calendario 2020 | Calendario 2020 | Calendario 2020 | Calendario 2020 | Calendario 2020 | Calendario 2020 | Calendario 2020 | Calendario 2020 | Calendario 2020 | Calendario 2020 | Calendario 2020 | Calendario 2020 | Calendario 2020 | Calendario 2020 | Calendario 2020 |
| --------------- | --------------- | --------------- | --------------- | --------------- | --------------- | --------------- | --------------- | --------------- | --------------- | --------------- | --------------- | --------------- | --------------- | --------------- | --------------- | --------------- | --------------- | --------------- | --------------- | --------------- | --------------- | --------------- | --------------- | --------------- | --------------- | --------------- | --------------- | --------------- | --------------- | --------------- | --------------- | --------------- |
|                 | 1               | 2               | 3               | 4               | 5               | 6               | 7               | 8               | 9               | 10              | 11              | 12              | 13              | 14              | 15              | 16              | 17              | 18              | 19              | 20              | 21              | 22              | 23              | 24              | 25              | 26              | 27              | 28              | 29              | 30              | 31              |                 |
| Gennaio         | Me              | Gi              | Ve              | Sa              | Do              | Lu              | Ma              | Me              | Gi              | Ve              | Sa              | Do              | Lu              | Ma              | Me              | Gi              | Ve              | Sa              | Do              | Lu              | Ma              | Me              | Gi              | Ve              | Sa              | Do              | Lu              | Ma              | Me              | Gi              | Ve              |                 |
| Febbraio        | Sa              | Do              | Lu              | Ma              | Me              | Gi              | Ve              | Sa              | Do              | Lu              | Ma              | Me              | Gi              | Ve              | Sa              | Do              | Lu              | Ma              | Me              | Gi              | Ve              | Sa              | Do              | Lu              | Ma              | Me              | Gi              | Ve              | Sa              |                 |                 |                 |
| Marzo           | Do              | Lu              | Ma              | Me              | Gi              | Ve              | Sa              | Do              | Lu              | Ma              | Me              | Gi              | Ve              | Sa              | Do              | Lu              | Ma              | Me              | Gi              | Ve              | Sa              | Do              | Lu              | Ma              | Me              | Gi              | Ve              | Sa              | Do              | Lu              | Ma              |                 |
| Aprile          | Me              | Gi              | Ve              | Sa              | Do              | Lu              | Ma              | Me              | Gi              | Ve              | Sa              | Do              | Lu              | Ma              | Me              | Gi              | Ve              | Sa              | Do              | Lu              | Ma              | Me              | Gi              | Ve              | Sa              | Do              | Lu              | Ma              | Me              | Gi              |                 |                 |
| Maggio          | Ve              | Sa              | Do              | Lu              | Ma              | Me              | Gi              | Ve              | Sa              | Do              | Lu              | Ma              | Me              | Gi              | Ve              | Sa              | Do              | Lu              | Ma              | Me              | Gi              | Ve              | Sa              | Do              | Lu              | Ma              | Me              | Gi              | Ve              | Sa              | Do              |                 |
| Giugno          | Lu              | Ma              | Me              | Gi              | Ve              | Sa              | Do              | Lu              | Ma              | Me              | Gi              | Ve              | Sa              | Do              | Lu              | Ma              | Me              | Gi              | Ve              | Sa              | Do              | Lu              | Ma              | Me              | Gi              | Ve              | Sa              | Do              | Lu              | Ma              |                 |                 |
| Luglio          | Me              | Gi              | Ve              | Sa              | Do              | Lu              | Ma              | Me              | Gi              | Ve              | Sa              | Do              | Lu              | Ma              | Me              | Gi              | Ve              | Sa              | Do              | Lu              | Ma              | Me              | Gi              | Ve              | Sa              | Do              | Lu              | Ma              | Me              | Gi              | Ve              |                 |
| Agosto          | Sa              | Do              | Lu              | Ma              | Me              | Gi              | Ve              | Sa              | Do              | Lu              | Ma              | Me              | Gi              | Ve              | Sa              | Do              | Lu              | Ma              | Me              | Gi              | Ve              | Sa              | Do              | Lu              | Ma              | Me              | Gi              | Ve              | Sa              | Do              | Lu              |                 |
| Settembre       | Ma              | Me              | Gi              | Ve              | Sa              | Do              | Lu              | Ma              | Me              | Gi              | Ve              | Sa              | Do              | Lu              | Ma              | Me              | Gi              | Ve              | Sa              | Do              | Lu              | Ma              | Me              | Gi              | Ve              | Sa              | Do              | Lu              | Ma              | Me              |                 |                 |
| Ottobre         | Gi              | Ve              | Sa              | Do              | Lu              | Ma              | Me              | Gi              | Ve              | Sa              | Do              | Lu              | Ma              | Me              | Gi              | Ve              | Sa              | Do              | Lu              | Ma              | Me              | Gi              | Ve              | Sa              | Do              | Lu              | Ma              | Me              | Gi              | Ve              | Sa              |                 |
| Novembre        | Do              | Lu              | Ma              | Me              | Gi              | Ve              | Sa              | Do              | Lu              | Ma              | Me              | Gi              | Ve              | Sa              | Do              | Lu              | Ma              | Me              | Gi              | Ve              | Sa              | Do              | Lu              | Ma              | Me              | Gi              | Ve              | Sa              | Do              | Lu              |                 |                 |
| Dicembre        | Ma              | Me              | Gi              | Ve              | Sa              | Do              | Lu              | Ma              | Me              | Gi              | Ve              | Sa              | Do              | Lu              | Ma              | Me              | Gi              | Ve              | Sa              | Do              | Lu              | Ma              | Me              | Gi              | Ve              | Sa              | Do              | Lu              | Ma              | Me              | Gi              |                 |

## Premi Nobel
In quest'anno sono stati conferiti i seguenti Premi Nobel:
- per la medicina: Harvey J. Alter, Michael Houghton, Charles M. Rice
- per la fisica: Roger Penrose, Reinhard Genzel, Andrea Ghez
- per la chimica: Emmanuelle Charpentier, Jennifer Doudna
- per la letteratura: Louise Glück
- per la pace: Programma alimentare mondiale
- per l'economia: Paul R. Milgrom, Robert B. Wilson